# Ґлембоцьк (Вармінсько-Мазурське воєводство)
Ґлембоцьк (пол. Głębock, нім. Tiefensee) — село в Польщі, у гміні Лельково Браневського повіту Вармінсько-Мазурського воєводства.
Населення — 337 осіб (2011).
У 1975-1998 роках село належало до Ельблонзького воєводства.

## Демографія
Демографічна структура станом на 31 березня 2011 року:
|          | Загалом | Допрацездатний вік | Працездатний вік | Постпрацездатний вік |
| -------- | ------- | ------------------ | ---------------- | -------------------- |
| Чоловіки | 160     | 32                 | 112              | 16                   |
| Жінки    | 177     | 40                 | 104              | 33                   |
| Разом    | 337     | 72                 | 216              | 49                   |